# Lubnowy Małe
Lubnowy Małe – wieś w Polsce położona w województwie warmińsko-mazurskim, w powiecie iławskim, w gminie Susz.
W spisie gromad z 1952 roku wymienione jako Lipowo Małe. 
| SIMC    | Nazwa  | Rodzaj    |
| ------- | ------ | --------- |
| 0158238 | Janowo | część wsi |

W latach 1954–1959 wieś należała i była siedzibą władz gromady Lubnowy Małe, po jej zniesieniu w gromadzie Obrzynowo. W latach 1975–1998 miejscowość administracyjnie należała do województwa elbląskiego.